# Arevashogh
Arevashogh är en ort i Armenien.   Den ligger i provinsen Lori, i den nordvästra delen av landet, 80 kilometer norr om huvudstaden Jerevan. Arevashogh ligger 1 680 meter över havet och antalet invånare är 2 435.
Terrängen runt Arevashogh är kuperad åt sydväst, men åt nordost är den bergig. Runt Arevashogh är det ganska tätbefolkat, med 96 invånare per kvadratkilometer.. Närmaste större samhälle är Vanadzor, 19,4 kilometer öster om Arevashogh.
Trakten runt Arevashogh består i huvudsak av gräsmarker.